# 马赫兰地区米特尔基兴
马赫兰地区米特尔基兴是奥地利上奥地利州佩尔格县的一个市镇。总面积28.7平方公里，总人口1701人，人口密度59.3人/平方公里（2005年）。